# Physocephala venusta
Physocephala venusta är en tvåvingeart som beskrevs av Michael J. Parsons 1940. Physocephala venusta ingår i släktet Physocephala och familjen stekelflugor.
Artens utbredningsområde är Haiti. Inga underarter finns listade i Catalogue of Life.